# 陇川灌树蛙
陇川灌树蛙（学名：Raorchestes longchuanensis）为树蛙科灌树蛙属的两栖动物，分布于中国云南省及越南萊州省等地，主要生活于热带亚热带河谷灌丛中。其生存的海拔范围为1350至1600米。该物种的模式产地在陇川、云南。其种加词“longchuanensis”意为“陇川的”。

## 保护
本种于2023年被收录入《有重要生态、科学、社会价值的陆生野生动物名录》。